# Sutton Forest
Sutton Forest – wieś w Nowej Południowej Walii w Australii. Znajduje się 5km na południowy zachód od Moss Vale. 
Sutton Forest jest w dużej mierze otoczone przez farmy. Znajduje się w jednym z najstarszych w Australii (po Sydney) obszarów zasiedlonych przez Europejczyków. Przypomina nieco angielską wioskę ze względu na umiarkowany klimat w południowych górach i obfite opady deszczu.
Była to jedna z pierwszych osad kolonialnych poza Sydney i dlatego posiada wiele zabytkowych budynków, takich jak Hillview Heritage Hotel, który został zbudowany w 1850 roku.